# Discorso sul PIL

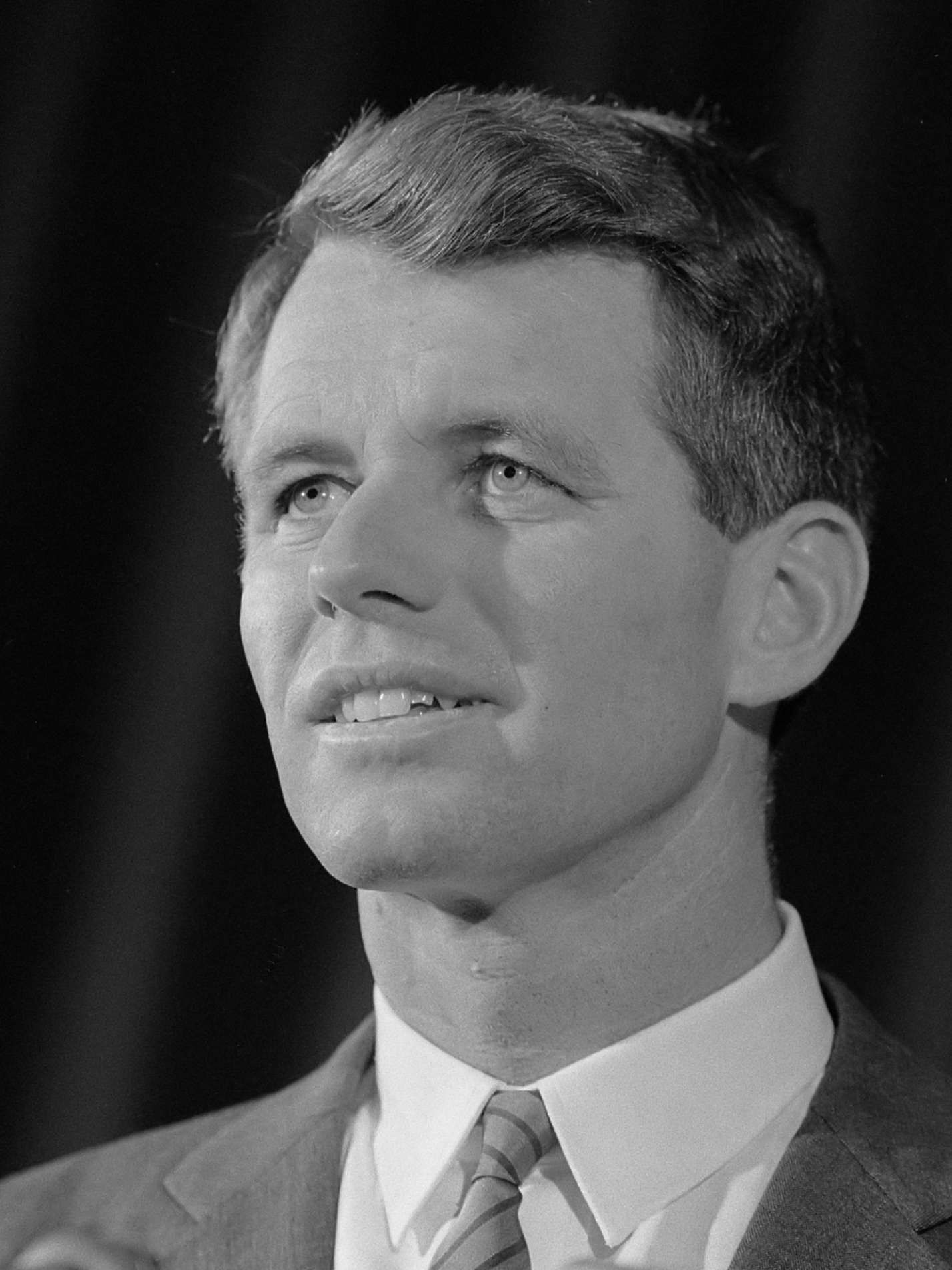
Robert Francis Kennedy

Il 18 marzo 1968, Robert Francis Kennedy, fratello dello scomparso Presidente John Fitzgerald Kennedy e a sua volta candidato per il successivo quadriennio alla Presidenza degli Stati Uniti, tenne un importante discorso all'Università del Kansas sulla scarsa capacità del Prodotto Interno Lordo di rappresentare, in qualità di indicatore, lo stato di benessere di una nazione. Questo discorso è passato alla storia come "Discorso sul PIL". 

## Presupposti
Già a capo del Dipartimento di Giustizia, come procuratore generale, durante la presidenza del fratello John, Robert Francis Kennedy era un oppositore della guerra del Vietnam e convinto sostenitore dei diritti civili. Nel 1964 venne eletto al Senato e nel 1968 annunciò la propria candidatura alla presidenza degli Stati Uniti d'America alle elezioni presidenziali del 1968, in aperta contrapposizione con la politica del presidente uscente Lyndon B. Johnson, del suo stesso partito, ritenuto l'artefice dell'escalation della guerra in Vietnam. In tale veste partecipò alle elezioni primarie del Partito Democratico.

## Contenuti

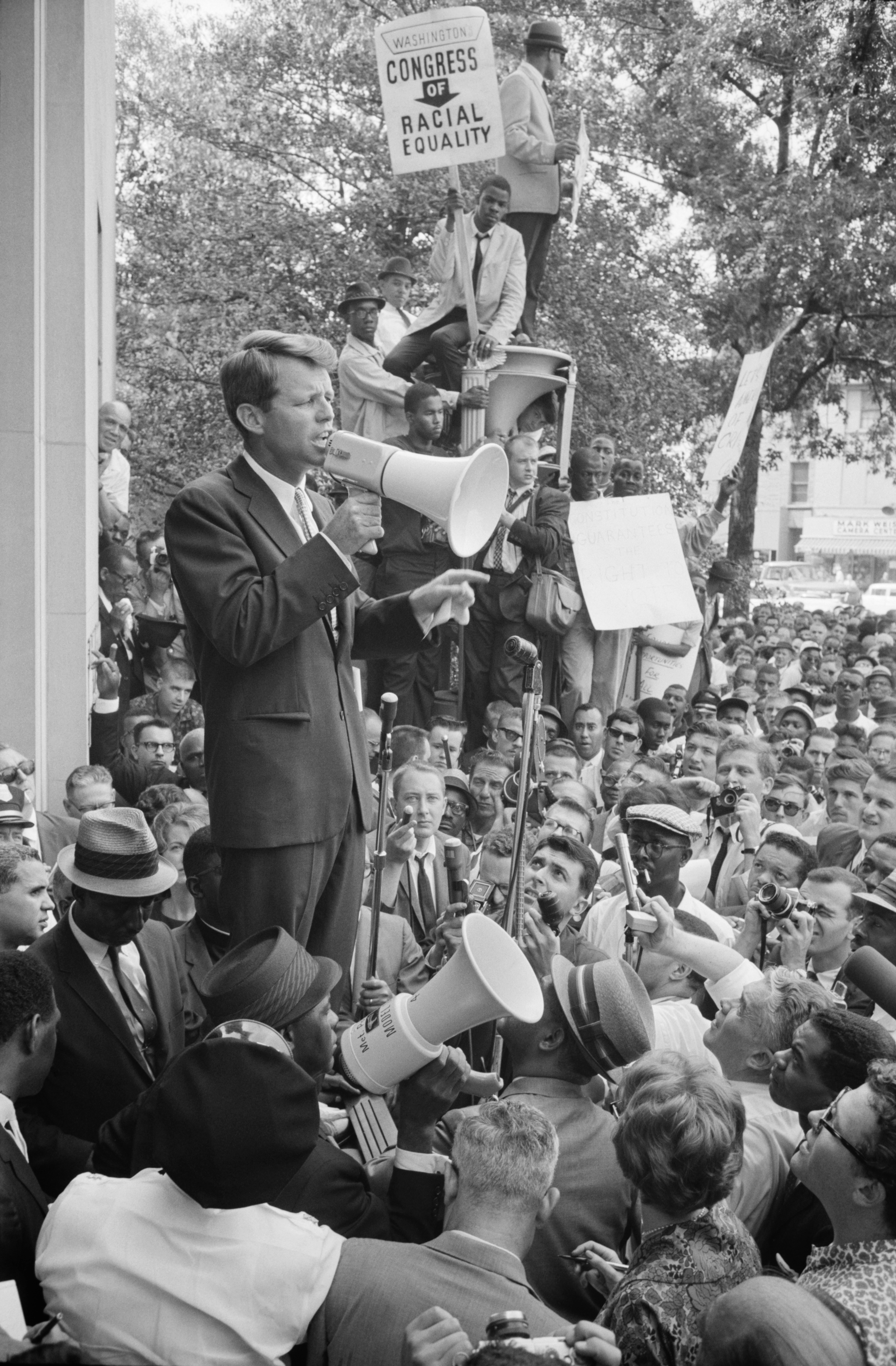
Un'immagine di un comizio di Robert Kennedy (14 giugno 1963)

In piena campagna elettorale, il 18 marzo 1968, Robert Kennedy parlò alla Kansas University. Con questo discorso mirò al cuore della platea con parole semplici, invitando chi lo ascoltava ad attuare un cambiamento nella scala di valori e negli strumenti utilizzati dagli statisti per valutare il livello di ricchezza e di benessere di un paese. In particolare criticò duramente il Prodotto interno lordo (PIL) come indicatore di benessere in un'epoca in cui il concetto non era ancora così noto e dominante. 
Secondo Kennedy il PIL, pur essendo un indicatore che misura il valore complessivo dei beni e servizi finali prodotti all'interno di un Paese in un certo intervallo di tempo (solitamente un anno solare) destinati al consumo finale, indica soltanto quanto viene prodotto ma non indica se ciò che viene prodotto serva effettivamente, venga consumato per necessità oppure sia frutto di bisogni immaginari creati ad hoc dal sistema dei media. 
Robert Kennedy si chiede quale possa essere l’utilità di un indicatore di ricchezza che misura solo ciò che producono le industrie e non invece la quantità e la qualità del patrimonio immateriale come la creazione dell'intelletto o la ricchezza delle relazioni interpersonali.
(Robert Kennedy )

## Reazioni e conseguenze
Dopo questo discorso – e il flop nelle elezioni primarie del New Hampshire - il 31 marzo 1968 il Presidente Johnson rinunciò a ricandidarsi per un nuovo mandato e annunciò il proprio ritiro dalla vita politica.
Il 4 aprile 1968 Robert Kennedy fu invitato da John Lewis a Indianapolis, ad annunciare la morte del pastore Martin Luther King, ucciso quella stessa sera. In particolare, durante la campagna elettorale, in cui fu coadiuvato da Arthur M. Schlesinger Jr., uno dei maggiori collaboratori del fratello, ricevette l'appoggio dei pacifisti, dei nonviolenti e della gente di colore.
Vinse poi le primarie in Indiana e Nebraska, perse in Oregon a favore di Eugene McCarthy ma vinse poi nel Dakota del Sud e in California, aprendosi la strada per la candidatura alla Casa Bianca. 
Nella notte tra il 5 giugno e il 6 giugno 1968, tuttavia, solo tre mesi dopo il suo discorso alla Kansas University, Robert Francis Kennedy fu assassinato nella sala da ballo dell'Hotel Ambassador di Los Angeles, mentre stava festeggiando la vittoria elettorale conseguita nelle primarie della California.